# Grits

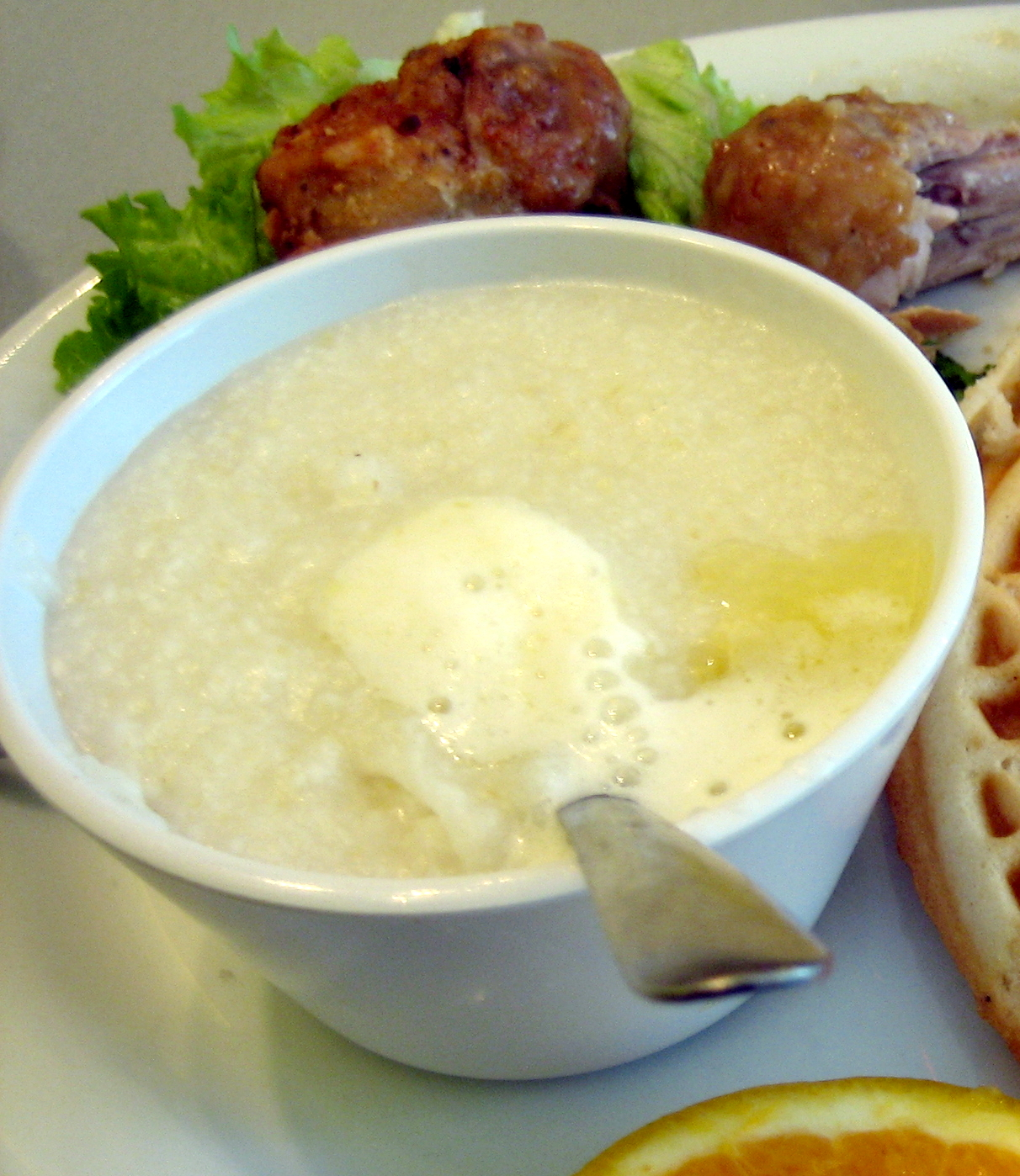

Grits é a versão americana das papas de milho (similar à polenta), consumidas tipicamente ao pequeno-almoço no sul dos Estados Unidos. É uma preparação tradicional dos índios, baseada em milho nixtamalizado, ou seja milho seco tratado com uma solução alcalina, que permite que se retire facilmente a casca dos grãos; o resultado é conhecido em inglês como "hominy" ("canjica"). 
Modernamente, o grits é feito com farinha de milho industrial, que pode ser proveniente de hominy transformado em farinha. Este produto é cozido em lume brando, em água, caldo de galinha, ou leite e, muitas vezes, acrescenta-se manteiga ou queijo na altura de servir. Outra forma típica de servir o grits é acompanhado com camarão salteado com alguns condimentos, dependendo da preferência. 

## História
O "Food Lover’s Companion" refere que hominy foi um dos primeiros alimentos oferecidos pelos índios aos colonos ingleses. Quando em 1584, Sir Walter Raleigh fez o reconhecimento da região que é hoje Roanoke, Carolina do Norte, os índios ofereceram-lhes uma comida, descrita por um dos seus homens como “muito branca, macia e saborosa”, que era feita dum grão cozido, ou hominy. Em 1607, quando os ingleses desembarcaram em Jamestown, Virginia, também foram obsequiados com este tipo de alimento, que os índios chamavam  "rockahomine" (e que os ingleses transformaram em hominy), e ensinaram os visitantes a retirar a casca dos grãos de milho. 
Em 1976, a Carolina do Sul declarou grits o prato oficial do estado mas, já em 1952, o "Charleston News and Courier" considerava que o grits devia ser espalhado pelo mundo porque “um homem saciado (com grits) é um homem de Paz”. 

## Grits com camarão
Durante muitos anos, este prato foi considerado o pequeno almoço básico para as comunidades de pescadores do Lowcountry, principalmente durante a época de pesca deste crustáceo (Maio a Dezembro). No entanto, recentemente, esta iguaria passou a ser servida nos restaurantes chiques das cidades. 
Coze-se a farinha de milho ou o hominy moído na pedra numa mistura de água ou caldo de camarão, galinha ou outro, com natas, sal e pimenta, mexendo sempre até obter uma papa; o caldo pode ser feito cozendo as cabeças e cascas dos camarões em água. Entretanto, temperam-se os filetes de camarão com sumo de limão, sal e pimenta. Numa frigideira, derrete-se bacon, mas sem deixar secar, retira-se e reserva-se; na gordura do bacon salteia-se cebola, alho e pimentão verde, acrescenta-se o camarão e o bacon partido e deixa-se cozer o camarão. Serve-se este molho sobre os pratos de grits.